# Duduh Durahman
Duduh Durahman,  Abah Duduh (Ciwidey, 26 de mayo de 1939-1 de octubre de 2008) fue un actor, escritor, crítico y periodista indonesio.

## Trayectoria
Era profesor y publicó ensayos sobre literatura y lengua sundanesa: Petingan (1983), Catetan Prosa Sunda (1984), Salumar Sastra (1989), Sastra Sunda Saulas Sausap(1991)